# American Haunting
Pour plus de détails, voir Fiche technique et Distribution.
American Haunting ou Cauchemar Américain au Québec (An American Haunting) est un film d'horreur américano-britannico-canado-roumain réalisé par Courtney Solomon, sorti en 2005.

## Synopsis
Une descendante de la famille Bell découvre le récit d'événements étranges survenus dans le passé, rédigé par une aïeule. Elle va ainsi revivre la terrible nuit où naquit l'Esprit et découvrir l'affreuse vérité qui l'a poussé à se manifester. En 1817, des bruits étranges et des manifestations surnaturelles envahissent la ferme de la famille Bell. L'Esprit qui hante la demeure agresse Betsy, la fille adorée de la famille : elle semble possédée dès que résonnent les douze coups de minuit. 
Les Bell tentent de comprendre pourquoi cet Esprit s'attaque à eux, mais ni les séances d'exorcisme, ni la tentative de fuite de Betsy loin de la maudite ferme ne parviennent à mettre fin à ces déferlements de violence. Au contraire, la terreur les envahit lorsque l'Esprit se met à leur parler, prenant des voix différentes. 
Toujours plus menaçant, il n'épargne plus aucun membre de la famille et va jusqu'à prononcer une sentence de mort à l'égard de l'un d'entre eux.

## Fiche technique
- Titre original : An American Haunting
- Titre français : American Haunting
- Titre québécois : Cauchemar Américain
- Réalisation : Courtney Solomon
- Scénario : Courtney Solomon, d'après le roman The Bell Witch: An American Haunting, de Brent Monahan
- Production : Andrei Boncea, Francis Delia, Simon Franks, Zygi Kamasa (en), Nelson Leong, Robert Little, Lawrence Steven Meyers, Christopher Milburn, Julien Remillard, Maxime Rémillard, André Rouleau, Courtney Solomon et Allan Zeman
- Budget : 14 millions de dollars (10,27 millions d'euros)
- Musique : Caine Davidson
- Photographie : Adrian Biddle
- Montage : Richard Comeau
- Décors : Humphrey Jaeger
- Costumes : Jane Petrie
- Pays d'origine : Royaume-Uni, Canada, Roumanie, États-Unis
- Format : Couleurs - 2,35:1 - DTS / Dolby Digital - 35 mm
- Genre : Horreur
- Durée : 91 minutes
- Dates de sortie : 
  - États-Unis : 5 novembre 2005 (festival AFI) ; 5 mai 2006
  - France : 25 avril 2007
  - Belgique : 4 juillet 2007

## Distribution
- Donald Sutherland (VF : Bernard Tiphaine ; VF et VQ : Patrick Descamps) : John Bell
- Sissy Spacek : Lucy Bell
- James D'Arcy (VQ : Patrick Chouinard) : Richard Powell
- Rachel Hurd-Wood (VQ : Catherine Bonneau) : Betsy Bell / la voix de l'entité
- Matthew Marsh (VQ : Jean-Marie Moncelet) : James Johnston
- Thom Fell (VQ : Philippe Martin) : John Bell Jr.
- Zoe Thorne (VQ : Laetitia Isambert) : Theny Thorn
- Gaye Brown (VQ : Isabelle Miquelon) : Kathe Batts
- Sam Alexander (VQ : Charles Miquelon) : Joshua Gardner
- Miquel Brown : Chloe
- Vernon Dobtcheff : l'aîné
- Shauna Shim (VQ : Sarah-Jeanne Labrosse) : Anky
- Madalina Stan : la fille éthérée
- Isabelle Almgren-Doré : Jane
- Susan Almgren : Elizabeth Powell, la mère
- Howard Rosenstein : David, le père

Version française réalisée par Nice Fellow ; direction artistique : Cyrille Artaux ; adaptation des dialogues : Erika Lalane,
Version québécoise réalisée par Cinélume ; direction artistique : Joey Galimi ; adaptation des dialogues : Erika Lalane

## Autour du film
- Le tournage s'est déroulé du 4 août 2004 au 16 février 2005 à Bucarest et Montréal.
- Le roman de Brent Monahan fut également adapté au cinéma par Ric White avec Bell Witch Haunting (2004) et Shane Marr avec Bell Witch: The Movie (2007)[4].
- Voir aussi la légende de la Sorcière des Bell

## Résultats au Box-Office
Avec son score de 16.298.046 $ US au box-office américain, ce film qui en coûta 14 millions fut loin du franc succès commercial. Le total international s'éleva néanmoins à un peu moins de 30 millions en fin d'exploitation.

## Distinctions
- Nomination au prix du meilleur thriller et du meilleur cri d'horreur pour Rachel Hurd-Wood, lors des Teen Choice Awards en 2006.